# Zoe Sugg
Zoe Elizabeth Sugg, född 28 mars 1990 i Lacock, Wiltshire, är en brittisk youtubare, författare och bloggare, mer känd som Zoella. Zoe skapade sin Youtube-kanal den 2 februari 2007 som inriktar sig på smink och skönhetsprodukter. Hennes första novell, Girl Online, släpptes i november 2014 och slog rekordet i största antal sålda exemplar under första veckan för en förstagångsförfattare sedan Nielsen BookScan började registrera sådana uppgifter 1998. Den 20 oktober 2015 släpptes en uppföljare till succéboken, denna med namnet Girl Online: On Tour. Den 17 november 2016 släpptes en tredje uppföljare, Girl Online: Going Solo.

## Biografi
Zoe är född och uppväxt i Lacock, Wiltshire tillsammans med sin lillebror Joe Sugg och föräldrarna Tracey och Graham Sugg.
I sin ungdom agerade hon bland annat statist i några av de första Harry Potter-filmerna som spelades in i närområdet där Zoe bodde. Den 8 september 2013 skrev bloggaren i blogginlägget "School days" hur hon upplevt barndomen och skolan. Hon skrev då hur hon alltid kände sig som en "tapetblomma" (osynlig och obemärkt) i skolan men att hon samtidigt kände att hon var mycket utåtriktad runt sina kompisar.
Hennes YouTube-karriär inspirerade även brodern Joe Sugg ("ThatcherJoe") att starta en kanal; han är idag en av de mest uppmärksammade engelska Youtube-kanalerna.
Idag bor Zoe tillsammans med sin fästman, youtubaren och författaren Alfie Deyes ("PointlessBlog"), i Brighton. Tillsammans har de två barn, Ottilie Rue Deyes, född 29 augusti 2021, och Novie Nell Deyes, född 6 december 2023. Hon har även en hund vid namn Nala. På fritiden umgås hon mycket med andra kända youtubare så som Tanya Burr och Niomi Smart, men även Alfies syster, Poppy Deyes och pojkvännen Sean O'Connor. 

### YouTube
Sugg skapade sin YouTube-kanal med namnet "zoella280390", namngiven efter hennes födelsedatum, och bytte sedan namn till "Zoella". Den handlar mestadels om mode och skönhet, till exempel Månadens favoriter (en video där hon visar favoritprodukter från förra månaden), Hauls och Get Ready With Me's. Hon är även känd för videos där hon pratat om ohälsa, där hon framför allt rört ämnet panikattacker och talat om sina egna erfarenheter i ämnet.  I februari 2016 nådde kanalen 10 miljoner följare. Kanalen blev då den fjärde brittiska Youtube-kanalen att nå milstolpen, efter One Direction, KSI och Adele.
Delar av Suggs verksamhet hanteras av managementbyrån Gleam Futures.

### Författarskap
Den 25 november 2014 släppte Sugg sin första bok "Girl Online", en skönlitterär bok om den engelska flickan Penny som bor i Brighton. I efterhand har Sugg erkänt att många av de livsproblem som uppmärksammas i boken är tagna från hennes eget liv och erfarenheter, däribland att Penny regelbundet drabbas av panikattacker. Den 17 november 2015 släpptes uppföljaren Girl Online: On Tour. Den 17 november 2016 släpptes den tredje uppföljaren, Girl Online: Going Solo.

### Zoella Beauty & Zoella Life Style
Sugg släppte en kollektion av skönhetsprodukter med namnet Zoella Beauty i september 2014.